# Aracuincola laminatus
Aracuincola laminatus är en insektsart som beskrevs av Piza Jr. 1980. Aracuincola laminatus ingår i släktet Aracuincola och familjen vårtbitare. Inga underarter finns listade i Catalogue of Life.